# تلوریت (یون)
تلوریت (یون) (به انگلیسی: Tellurite (ion)) با فرمول شیمیایی O۳Te۲- یک ترکیب شیمیایی با شناسه پاب‌کم ۱۱۵۰۳۷ است. که جرم مولی آن 175.6 g mol-۱ می‌باشد. 